# Acanthostomatops
Acanthostomatops is een geslacht van uitgestorven temnospondyle Batrachomorpha (basale 'amfibieën') van het Döhlen-bekken uit het Vroeg-Perm van Saksen.

## Geschiedenis van de studie
Acanthostomatops was oorspronkelijk door Credner benoemd als de typesoort Acanthostoma vorax in 1883. De geslachtsnaam betekent 'stekelmuil' in het Grieks. De soortaanduiding betekent 'vraatzuchtig' in het Latijn. De naam Acanthostoma was echter al door Fisher gebruikt in 1813 voor een polychaete worm en de vervangingsnaam Acanthostoma-gezicht werd in 1961 gegeven door Oskar Kuhn.
Het lectotype is LFUG 13556 (plaat), 13214 (tegenplaat). Het betreft de schedel van een jong dier.
Gedetailleerde beschrijvingen van het taxon werden gegeven door Steen & Brough (1937), met de nadruk op de ontogenie van het taxon op basis van de grote steekproefomvang gegeven door Boy (1989) en Witzmann & Schoch (2006). Werneburg (1998) beschreef een larvaal exemplaar van Acanthostomatops vorax, maar dit bleek later een exemplaar te zijn van de micromelerpetide Branchierpeton amblystomum.

## Anatomie
Acanthostomatops wordt gediagnosticeerd door zes kenmerken:
- traanbeen en prefrontale raken de oogkas
- quadratojugale heeft twee laterale stekels
- choana zijdelings vernauwd door palatinale slagtanden
- kleine, rechthoekige interclavicula
- groot en robuust opperarmbeen aanwezig in larvale stadia
- eenentwintig tot tweeëntwintig presacrale wervelposities

Vergeleken met de andere zatracheïden, heeft Acanthostomatops de proportioneel breedste schedel en de kleinste interne fontanel, die de neusbeenderen slechts een klein beetje scheidt. Het mist ook naar achteren verbrede tabulaire hoorns en postpariëtale hoorns. Het is ook de enige zatracheïde met zeker bekend postcraniaal materiaal.

## Rijping
Uit de typevindplaats bij Dresden zijn meer dan dertig exemplaren van Acanthostomatops vorax bekend. De ontogenetische veranderingen zijn het meest recentelijk in detail beschreven door Witzmann & Schoch (2006). Onder de veranderingen die optreden zijn een proportionele verkorting van het dijbeen en de romp ten opzichte van de schedel en een duidelijke hermodellering van het hyobranchiale apparaat, dat bij de larven de kieuwen ondersteunt, met resorptie van de ceratobranchialen van de larvale vorm en de vorming van een complex apparaat van hypobranchialen waarvan de auteurs suggereerden dat het diende om de tong te ondersteunen. Op basis van de veranderingen in het skelet en de verdeling van grootteklassen binnen de vindplaats, suggereerden Witzmann & Schoch (2006) dat Acanthostomatops vorax een bifasische levensgeschiedenis had, met een aquatische larvale tot juveniele vorm en een terrestrische, landbewonende, volwassen vorm.